# Průmyslové muzeum (Pardubice)
Průmyslové muzeum je funkcionalistická budova stojící na pardubickém Náměstí Republiky a v současnosti sloužící jako sídlo Střední průmyslové školy potravinářství a služeb. Muzeum bylo postaveno jako hlavní pavilon celonárodní Výstavy tělesné výchovy a sportu z roku 1931, pro kterou v Tyršových sadech vznikla řada funkcionalistických budov. Autorem projektu je architekt Karel Řepa, přestože architektonickou soutěž z poloviny 20. let původně vyhrát architekt František Kerhart. Jeho projekt byl dle zástupců města příliš odvážný a ti proto zvolili konzervativnější koncepci Řepovu. Realizace stavby probíhala v letech 1927-1931.